# 애니콜 쇼 옴니아
애니콜 쇼 옴니아(Anycall Show Omnia)는 삼성전자가 2009년 11월 30일에 출시한 스마트폰이다. KT의 와이브로 전략 스마트폰으로 출시되었으며, 지상파 DMB 대신 FM 라디오 수신기를 내장하였다.

## 홀대 논란
2010년 4월, KT의 이석채 회장은 "KT가 아이폰을 출시했다는 이유로 쇼 옴니아를 홀대하여 본래의 이름인 '쇼 옴니아' 대신 'SPH-M8400'이란 형식승인명으로 광고하고 운영 체제 업그레이드도 해주지 않았다"며 쇼 옴니아를 홍길동에 비유하면서 삼성전자에 대한 불만을 드러냈다. 실제 당시 판매량이 T*옴니아 II는 50만대를 돌파했지만, 쇼 옴니아는 4만여대에 불과했다.

## 같이 보기
- 삼성 옴니아 II
- 애니콜 T*옴니아 II
- 애니콜 오즈 옴니아